# Arellano
Pour les articles homonymes, voir Arellano (homonymie).
Arellano est une municipalité de la communauté forale de Navarre, dans le Nord de l'Espagne.
Elle est située dans la zone linguistique mixte de la province et à 60 km de sa capitale, Pampelune. Le secrétaire de mairie est celui d'Aberin.

## Étymologie
Selon Mikel Belasko ce mot signifierait « lieu d'un homme nommé Valerius ». Il propose cette explication en écrivant Valerius + ano, le premier étant un élément connu d'un nom de personne latine et le second le suffixe qui indique la propriété. Il espérait qu'en Vasconie on eut dit Arellao mais cette forme n'est pas documentée. Peut-être on a affaire au fait qu'à Arellano on l'a perdu très tôt.

## Démographie
| Évolution démographique                                  | Évolution démographique | Évolution démographique | Évolution démographique | Évolution démographique | Évolution démographique | Évolution démographique | Évolution démographique | Évolution démographique | Évolution démographique | Évolution démographique |
| 1996                                                     | 1998                    | 1999                    | 2000                    | 2001                    | 2002                    | 2003                    | 2004                    | 2005                    | 2006                    | 2007                    |
| -------------------------------------------------------- | ----------------------- | ----------------------- | ----------------------- | ----------------------- | ----------------------- | ----------------------- | ----------------------- | ----------------------- | ----------------------- | ----------------------- |
| 205                                                      | 205                     | 205                     | 196                     | 192                     | 196                     | 201                     | 192                     | 186                     | 188                     | 196                     |
| Sources: Arellano et instituto de estadística de navarra |                         |                         |                         |                         |                         |                         |                         |                         |                         |                         |

## Personnalités
- Fortunato Aguirre (1893-1936) : basquisant, maire d'Estella et cofondateur de Osasuna.
- Juan Ramírez de Arellano (XIVe siècle) : Señor de Arellano y de la Solana. Reçut la Seigneurie de Cameros (Señorío de Cameros) en 1366 pour avoir aidé Henri II de Castille.
- Julia Juaniz (1956 -)[3]: Monteuse cinématographique.
- Pablo Rodríguez González (1900 -????)[4]: Religieux et  écrivain.
- San Veremundo[5]: Abbé au monastère de Santa María la Real de Irache ou Iratxe, depuis 1056 jusqu'à 1098). Patron du chemin de Saint Jacques en Navarre. On le célèbre le 8 mars.
- Arellano Pedro

### Sources
- (es) Cet article est partiellement ou en totalité issu de l’article de Wikipédia en espagnol intitulé « Arellano » (voir la liste des auteurs).